# Patricio Escala
Patricio Escala Pierart, conocido como Pato Escala (Talcahuano, 28 de mayo de 1982), es un productor de cine y animación chileno. En 2016 ganó un Premio Óscar —junto con Gabriel Osorio— por el cortometraje animado Historia de un oso, la primera producción chilena en obtenerlo.

## Biografía
Escala nació en Talcahuano, y estudió comunicación audiovisual en el DuocUC de Concepción, egresando en 2005. Al año siguiente estrenó su primer cortometraje, El Secavasos en el Festival Internacional de Cine de Valdivia.
En 2007 se trasladó a Santiago, y al año siguiente fue uno de los fundadores de la productora audiovisual Punkrobot junto con el director de cine Gabriel Osorio, la ilustradora y licenciada en Artes Plásticas Antonia Herrera y María Elisa Soto-Aguilar (diseñadora gráfica que se convertiría en su esposa). Fue el productor, editor y animador del cortometraje animado de Punkrobot, Historia de un oso (2014), el cual fue nominado en la categoría de «mejor cortometraje animado» en la 88.ª edición de los Premios Óscar, junto con Osorio, director del corto. La película obtuvo el Óscar en la ceremonia realizada el 28 de febrero de 2016 en Los Ángeles.
Desde 2010 es profesor de animación digital en la Universidad de Las Américas.